# Östra Kattarp
Östra Kattarp är en by belägen mellan Södra Sallerup och Almåsa fritidsby.
Östra Kattarps by är en ganska välbevarad Skåneby med levande jordbruk och året-runt-boende. Den är troligen från medeltiden och är vackert belägen i det sydvästskånska backlandskapet. Det var August Palms första arbetsplats inom skrädderiet då han som ung pojke blev fosterhemsplacerad just i Östra Kattarp hos den då verksamma skräddaren i byn.
Här låg gårdarna kvar på sin plats när andra byar fick ett helt nytt mönster med det stora skiftet i början av 1800-talet. Östra Kattarp delade istället upp marken utanför i tårtbitar. Byn behöll sin form och det som har byggts nytt står på gamla grunder.